# ヒロ子とヒロシ
ヒロ子とヒロシは、2007年に製作されたピンク映画作品である。成人映画館でのタイトルは『痴漢電車 びんかん指先案内人』。R-18指定。監督はオーピー映画の若手職人監督である加藤義一、脚本は自らの監督作品『味見したい人妻たち』（2003年、エクセス・フィルム）でPG新人監督賞を受賞した経験のある城定秀夫。
なお、成人映画館タイトルでは痴漢電車と記されているが、山本晋也、滝田洋二郎などの作品とは関係が無い。

## キャスト
- 荒川美姫 - ヒロ子
- なかみつせいじ - ヒロシ
- サーモン鮭山 - イケダ
- 岡田智宏 - イイダ
- 華沢レモン - ミドリ
- 柳東史 - ピンサロ店長
- 佐倉萌 - 痴漢される女

## スタッフ
- 監督 - 加藤義一
- 脚本 - 城定秀夫
- 撮影 - 創優和
- 音楽 - レインボーサウンド
- 音響効果 - 梅沢身知子
- 助監督 - 小山悟
- 録音 - シネキャビン
- 編集 - フィルムクラフト
- 現像 - 東映ラボ・テック

## ストーリー
ヒロ子（荒川）は通勤電車内で痴漢に遭遇する。
近視でおっちょこちょいなヒロ子は、学生時代に憧れのイイダ（岡田）にラブレターを贈ろうとして、クラスにてイイダの隣の席であるイケダ（サーモン）の机に入れてしまう。それ以降、フィギュアおたくであるイケダはヒロ子が気があると勘違いし、ヒロ子も気弱なため断れずにズルズルと肉体関係を続けてしまう。高校卒業後、イケダから逃げるようにヒロ子は上京する。東京に出れば自分の人生が変えられると思ったのだ。だが、借金が膨れ上がり、そのためにピンサロで働くようになる。ピンサロでも真面目な性格が災いして人気が出ず、生活も怠惰になっていく。ヒロ子はいつもの通勤電車内で「こんなはずじゃなかった」と泣いていた。
そのヒロ子を痴漢する男・ヒロシ（なかみつ）は痴漢などするはずもないやり手のビジネスマンだった。だが、やり手故にヒロシを面白くないと思う者は多い上に、糟糠の妻・美々子（佐々木）がいるにもかかわらず、部下のミドリ（華沢）とセックスのみの関係を続けるなど派手な女性関係を続けていた。だが、捨てられたミドリは報復し、社内にばら撒かれた怪文書によってヒロシは左遷される。自棄になったヒロシは美々子をレイプしてしまい、美々子は離婚してしまう。一人ぼっちになってしまったヒロシは、通勤電車内で泣いているヒロ子を見つけ、思わず痴漢をしてしまう。
ヒロ子はヒロシの顔を見ぬまま、痴漢行為に溺れていった。ヒロシもまた、ヒロ子の顔を見ぬまま痴漢行為を続けていった。

ヒロ子はピンサロを辞めて喫茶店にバイトとして勤める事になった。そして、学生時代の憧れ・イイダに再開し、告白する。
ヒロシは一念発起して小説を書き、見事直本賞を受賞する。受賞を知った美々子とヒロシは復縁する。
ヒロ子はイイダと結婚し、妊娠した。
ヒロ子とヒロシは、二度と痴漢行為に耽る事は無かった。

## 受賞
- 2007年度PGベストテン1位
- 同年度監督賞受賞（加藤義一）
- 同年度脚本賞受賞（城定秀夫）

・新人女優賞受賞(荒川美姫)